# リイシューねこちゃん
リイシューねこちゃんは、ミュージシャンでアーティストの米津玄師と米津の個人事務所であるREISSUE RECORDS（リイシューレコーズ）のロゴとして使用されている猫の図案であり、そのキャラクターである。

## 概要
リイシューねこちゃんは、米津玄師が描いた顔は横を向いた「スフィンクス座り」をした猫の一筆書き風イラストが原案となっており、2020年8月にREISSUE RECORDSによって図形が商標登録された（出願は2019年9月）。
米津玄師のミュージックビデオ（MV）に透かしのように埋め込まれたり、MVの最後に表示されたり、公式グッズのラベルとして使用されているほか、キャラクターとしてねこちゃんのイラスト入りグッズや図形を元にして米津玄師がデザインしたぬいぐるみが物品販売またはプロモーションに使用されている。
リイシューねこちゃんの名前が登場する以前にも、猫のイラスト入りのグッズは販売されていたが、名前はdraw cat、nekochanまたは空想ねこちゃんという名前だった。これらがリイシューねこちゃんの姿態が違ったものなのか、別の猫なのかは公式に言及はないが、リイシューねこちゃんの図形が描かれた2025年に販売されたTシャツにはがらくたねこちゃんの名が付いている。
これらのグッズは、米津玄師の「楽曲やミュージックビデオを複合的に表現するアイテム」とされた。

## ぬいぐるみ
グッズの中でも特に人気なのはぬいぐるみで、色違いのリイシューねこちゃんが販売されている。
新型コロナウイルス感染拡大により2020年の「米津玄師 2020 TOUR / HYPE」のライブツアーは途中で中止になってしまったが、ミント、ピンク、ホワイトのリイシューねこちゃんのぬいぐるみはツアーグッズとして販売された。
2021年にはライブツアーはなかったが、REISSUE FURNITUREシリーズとして12月19日に抱き枕にもなる大型の「リイシューねこちゃん Grande」が販売され、色はライトグレー、アプリコット・ベージュ、テラコッタの3色だった。
2025年の「米津玄師 2025 TOUR / JUNK」では、ベージュとブルー、ブラックとレッドの2種類がツアーグッズとして販売された。
| 発売年 | 種類                        | カラー                 | 備考                                      |
| ------ | --------------------------- | ---------------------- | ----------------------------------------- |
| 2020年 | リイシューねこちゃん        | ミント                 | 米津玄師 2020 TOUR / HYPE                 |
| 2020年 | リイシューねこちゃん        | ピンク                 | 米津玄師 2020 TOUR / HYPE                 |
| 2020年 | リイシューねこちゃん        | ホワイト               | 米津玄師 2020 TOUR / HYPE、オンライン限定 |
| 2021年 | リイシューねこちゃん Grande | ライトグレー           | REISSUE FURNITUREシリーズ、オンラインのみ |
| 2021年 | リイシューねこちゃん Grande | アプリコット・ベージュ | REISSUE FURNITUREシリーズ、オンラインのみ |
| 2021年 | リイシューねこちゃん Grande | テラコッタ             | REISSUE FURNITUREシリーズ、オンラインのみ |
| 2025年 | リイシューねこちゃん        | ベージュとブルー       | 米津玄師 2025 TOUR / JUNK                 |
| 2025年 | リイシューねこちゃん        | ブラックとレッド       | 米津玄師 2025 TOUR / JUNK                 |

## リイシューねこちゃんバス
2023年には、宮崎駿監督の映画『君たちはどう生きるか』の主題歌として書き下ろした「地球儀」のシングルCDをリリースしたことを記念し、「リイシューねこちゃんバス」が誕生し全国を走行して回った。「バス」の外装にはリイシューねこちゃんと映画に登場するキャラクターであるアオサギのイラストが施されており、ガルウィングを開くと「バス」の中は「地球儀」のジャケットを再現した内装となっており、事前抽選で得た整理券を持ったファンたちそこで写真を撮ることが出来た。内装にはリイシューねこちゃんのぬいぐるみがインテリアとして使用された。
さらには、「リイシューねこちゃんアオサギ祭り」と称して、リイシューねこちゃんとアオサギの塗り絵に彩色を施しXに投稿すると抽選で「地球儀 ステッカー」が貰えるプロモーションも開催された。その際、アオサギの胸に付いた鮫の歯のような形状のマークがリイシューねこちゃんにも3つ描かれていた。